# Opsonin
Opsonin je molekul koji je meta antigena tokom imunskog odgovora. Ovaj termin se ćesto koristi u užem smislu za označavanje molekula koji deluju kao pojačivači vezivanja tokom fagocitoze, posebno za antitela, koja pokrivaju negativno naelektrisane molekule na membrani. Molekuli koji aktiviraju sistem komplementa se takođe smatraju opsoninima. Fagocitne ćelije nemaju FC receptor za , te IgM ne učestvuje u fagocitozi. Međutim, IgM je izuzetno efektivan u aktiviranju komplementa, te se stoga smatra opsoninom. Opsonini isto tako mogu da budu molekuli koji označavaju ćelije za destrukciju dejstvom ćelija ubica (NK).

## Spoljašnje veze
- Opsonins на 